# 唐守谦
唐守謙（1905年—1998年）福建省莆田人，中華民國教育家。

## 生平
唐守謙先生自廈門大學畢業後后，留学美國哥倫比亞大學師範學院，獲碩士學位，后再獲博士学位。
回國后历任廈門大學、安徽大學、福建協和大學教授，福建省教育厅第三科科长。
西元1937年，全民抗日戰爭爆發后，中華民國福建省政府於西元1941年在閩北山區之永安縣（今永安市），設立福建省立師範專科學校。首任校长為唐守谦，時年36歲。1944年5月，主持师专工作3年的唐守谦离开永安縣为福建师范专科学校校績頗有貢獻。奉命到新设于仙游的国立海疆学校任教务主任，为臺灣培养“布政施教”人才以及海外建设人才。
唐守謙先生善于填词，作有歌曲《抗战的旗影在飘》、《捍卫国家》、《招魂曲》及清唱剧《悲壮的别离》等，由著名作曲家蔡继琨谱曲。
抗日戰爭胜利后，唐守谦先生奉命到台湾接收第一所师范学校，并任台北师范学校（國立臺北教育大學前身）校长（1945年12月－1952年7月）。
1960年代任臺灣東海大學教务主任，1971年8月代理東海大學校长。
唐守謙先生於1998年逝世，享年93岁。